# Liste der denkmalgeschützten Objekte in Bichlbach
Die Liste der denkmalgeschützten Objekte in Bichlbach enthält die 7 denkmalgeschützten, unbeweglichen Objekte der Gemeinde Bichlbach.

## Denkmäler
| Foto |                 | Denkmal | Standort                                     | Beschreibung | Metadaten |
| ---- | --------------- | --- | -------------------------------------------- | --- | --- |
| ja   | Datei hochladen | Pestkapelle hll. Rochus und Sebastian HERIS-ID: 64214 Objekt-ID: 76920 TKK: 25208                                           | Enggasse 131, südlich Standort KG: Bichlbach | Die Kapelle südlich des Ortes wurde 1977 anstelle eines Vorgängerbaus errichtet. Der Mauerbau mit polygonalem Schluss, flachem Satteldach und Glockenträger an der Eingangsseite weist Natursteinmauerwerk und weiß verputzte Wandflächen auf. Der Innenraum ist mit einer flachen Holzdecke versehen. | BDA-Hist.: Q38105842 Status: § 2a Stand der BDA-Liste: 2025-06-30 Name: Pestkapelle hll. Rochus und Sebastian GstNr.: 1963 Pestkapelle, Bichlbach                                               |
| ja   | Datei hochladen | Einhof Bäcklers HERIS-ID: 64216 Objekt-ID: 76922 TKK: 25210seit 2021                                                        | Gipfl 12a Standort KG: Bichlbach             | Der quergeteilte, zweigeschoßige Einhof mit Satteldach ist an der Firstpfette inschriftlich mit 1708 datiert. Um 1780 wurde er materiell geteilt. Der gemauerte Wohnteil ist giebelseitig mit einem Mittelflurgrundriss erschlossen, die Fassaden sind mit Ecksteinen, Portalrahmung und Ochsenaugen gegliedert. Der Wirtschaftsteil ist in senkrecht verbretterter Ständerbauweise mit gemauertem Stall aufgeführt. Der Hausgang des Erdgeschoßes weist ein Stichkappengewölbe, die Küche ein Kreuzgewölbe auf. | BDA-Hist.: Q105668978 Status: § 57-Mandatsbescheid Stand der BDA-Liste: 2025-06-30 Name: Einhof Bäcklers GstNr.: 611                                                                            |
| ja   | Datei hochladen | Zunftkirche hl. Josef HERIS-ID: 64208 Objekt-ID: 76914 TKK: 25207                                                           | gegenüber Gipfl 19 Standort KG: Bichlbach    | Die einzige erhaltene Zunftkirche Österreichs steht westlich des Ortskerns auf einem Hügel. Der einheitlich barocke rechteckige Zentralbau stammt aus dem Jahr 1710. Die Fresken aus dem Jahr 1711 werden Paul Zeiller zugeschrieben. Auch der Hochaltar entstand um 1710. | BDA-Hist.: Q38105793 Status: § 2a Stand der BDA-Liste: 2025-06-30 Name: Zunftkirche hl. Josef GstNr.: .49 Zunftkirche Bichlbach                                                                 |
| ja   | Datei hochladen | Bildstock hl. Josef HERIS-ID: 64212 Objekt-ID: 76918 TKK: 33403                                                             | Gipfl 64, in der Nähe Standort KG: Bichlbach | Der hölzerne Bildstock beherbergt eine qualitätvolle barocke Figur des hl. Josef mit Kind aus der ersten Hälfte des 18. Jahrhunderts. | BDA-Hist.: Q38105813 Status: § 2a Stand der BDA-Liste: 2025-06-30 Name: Bildstock hl. Josef GstNr.: 429/1                                                                                       |
| ja   | Datei hochladen | Kath. Pfarrkirche hl. Laurentius und Friedhof mit Kriegerdenkmal HERIS-ID: 64209 Objekt-ID: 76915 TKK: 33400, 115568, 33401 | bei Kirchhof 30 Standort KG: Bichlbach       | Die Pfarrkirche steht im Nordosten des Ortszentrums innerhalb des ummauerten Friedhofs. Sie ist ein einheitlich barocker Saalbau mit einem im Unterbau gotischen Nordturm. Im Inneren sind Fresken aus dem späten 18. Jahrhundert erhalten. Der Hochaltar mit einem Gemälde vom Martyrium des heiligen Laurentius entstand um 1740. Die Kanzel aus dem Jahr 1774 weist Rokokodekor auf. | BDA-Hist.: Q38105803 Status: § 2a Stand der BDA-Liste: 2025-06-30 Name: Kath. Pfarrkirche hl. Laurentius und Friedhof mit Kriegerdenkmal GstNr.: .33, 400 Pfarrkirche hl. Laurentius, Bichlbach |
| ja   | Datei hochladen | Kath. Pfarrkirche Unsere Liebe Frau Maria Schnee in Lähn und Friedhof HERIS-ID: 55303 Objekt-ID: 63905 TKK: 25206           | neben Unterdorf 11a Standort KG: Bichlbach   | Bei der Pfarrkirche von Lähn schließt seit der Vergrößerung im Jahr 1833 ein klassizistisches Langhaus an den gotischen Chor an. Der Hochaltar stammt aus der Zeit um 1845; die Fresken im Chor entstanden zu Beginn des 20. Jahrhunderts. | BDA-Hist.: Q38064519 Status: § 2a Stand der BDA-Liste: 2025-06-30 Name: Kath. Pfarrkirche Unsere Liebe Frau Maria Schnee in Lähn und Friedhof GstNr.: .130, 1551 Pfarrkirche Lähn               |
| ja   | Datei hochladen | Kapelle hl. Martin HERIS-ID: 64213 Objekt-ID: 76919 TKK: 33402                                                              | neben Wengle 7 Standort KG: Bichlbach        | Die rechteckige Kapelle mit eingezogenem Chor wurde Mitte des 18. Jahrhunderts erbaut. Der Altar entstand zwischen 1770 und 1780. | BDA-Hist.: Q38105822 Status: § 2a Stand der BDA-Liste: 2025-06-30 Name: Kapelle hl. Martin GstNr.: .93 Martinskapelle, Wengle                                                                   |

## Ehemalige Denkmäler
| Foto |                 | Denkmal                                                                        | Standort               | Beschreibung | Metadaten |
| ---- | --------------- | ------------------------------------------------------------------------------ | ---------------------- | --- | --- |
| ja   | Datei hochladen | Bahnhof Bichlbach-Berwang mit Gütermagazin Objekt-ID: 76921 TKK: 25212bis 2013 | Standort KG: Bichlbach | Das Aufnahmsgebäude wurde 1913 im Zuge des Baus der Außerfernbahn errichtet. Der zweigeschoßige Bau verbindet den Heimatstil mit der lokalen Bautradition. Der teils gemauerte, teils hölzerne Bau mit Satteldach ist mit Außentreppe, Balkon und Fensterläden gegliedert. Auf der Bahnseitigseite befindet sich eine überdachte Vorhalle. Östlich angebaut ist ein kleines Gütermagazin, ein Holzbau mit abgewalmtem Satteldach. Bei einem Brand im März 2014 wurde das Gebäude stark beschädigt. | BDA-Hist.: Q800525 Status: Bescheid Stand der BDA-Liste: 2013-06-28 Name: Bahnhof Bichlbach-Berwang mit Gütermagazin GstNr.: .181 Bahnhof Bichlbach-Berwang |